# Campiña Digital
Campiña Digital es un periódico digital español que cubre la información de la comarca de Andújar, en la provincia de Jaén. Se publica en internet de forma ininterrumpida desde el 5 de febrero de 2002.

## Historia
Fue fundado el  5 de febrero de 2002 gracias a la iniciativa del escritor Antonio Marín Muñoz. Lleva 23 años años informando de la actualidad informativa de los municipios de Andújar, Arjona, Arjonilla, Marmolejo, Porcuna, Lopera y Villanueva de la Reina, situados todos ellos en la provincia de Jaén. También aborda noticias de la provincia de Jaén, Andalucía y resto de España.
Campiña Digital tiene la marca registrada en la Oficina Española de Patentes y Marcas con el número 3 532 067. Sus ideales o premisas son estar al servicio de un periodismo firme, respetuoso y veraz, basado en sólidos valores, en defensa siempre de los intereses de los habitantes de la comarca de Andújar.
Con ánimo innovador y tratando de hacer un trabajo diferente, Campiña Digital se ha hecho un hueco en el panorama informativo andaluz, potenciando la información libre, transparente y dinámica.
Los lectores de Campiña Digital no paran de crecer y que los periodistas que lo conforman trabajan y luchan cada día para ofrecer información de gran calidad y muchas veces en exclusiva. Los lectores valoran especialmente la activa presencia en las redes sociales de este diario.
Una de las ventajas que ofrece Campiña Digital es que el ciudadano o el lector puede aportar nuevos datos a la noticia y de esta manera ocurre una interrelación entre el lector y el periodista.

## Directores
- Antonio Marín Muñoz (desde 2002).